# Dimitris Kolowos
Dimitris Kolowos (gr. Δημήτρης Κολοβός; ur. 12 maja 1998 w Atenach) – grecki piłkarz występujący na pozycji skrzydłowego lub ofensywnego pomocnika w mołdawskim klubie Sheriff Tyraspol.

## Sukcesy

### Klubowe
Olympiakos SFP
- Mistrz Grecji: 2015/2016

Sheriff Tyraspol
- Mistrz Mołdawii: 2020/2021